# My Oh My (песня Эйвы Макс)
«My Oh My» — песня американской певицы Эйвы Макс, выпущенная 4 апреля 2024 года лейблом Atlantic Records.

## Предыстория и композиция
19 марта 2024 года Макс в своих соцсетях выпустила фрагмент песни и указала, что это начало новой эры. 26 марта она выпустила обложку и объявила о дате выхода песни. 28 марта песня была представлена в Instagram Reel, опубликованном MLB Network для продвижения их присутствия на МЛБ в сезоне 2024. Песня вышла 4 апреля. Авторами песни выступили Макс, JBach, Сэм Мартин и её продюсер Inverness. Песня в жанрах дэнс-поп и электропоп в припеве использует мелодию Arabian riff.

## Музыкальное видео
Музыкальное видео вышло вместе с песней. Режиссёром выступил — Хантер Морено, хореографом — Мэтт Стефанина. В нем Макс и группа танцоров исполняют танец на складе. Потом её окружает группа папарацци, фотографируя её, затем следует сцена, где она свободно танцует за столом в баре.

## Участники записи
Согласно Tidal:
- Аманда Эйва Кочи – вокал, автор
- Чарльз Нельсен – автор, продюсер
- Джонатан Бах – автор
- Сэмюэл Мартин – автор
- Джан Стоун – вокальный продюсер
- Брайс Бордоне – инженер
- Крис Герингер – мастеринг
- Джон Хейнс – иммерсивный микшер
- Сербан Генеа – микшер

## Чарты
| Чарт (2024)                                                    | Высшая позиция |
| -------------------------------------------------------------- | -------------- |
| Беларусь Belarus Airplay (TopHit)                              | 38             |
| Бельгия/Валлония (Ultratop 50)                                 | 40             |
| СНГ (TopHit)                                                   | 15             |
| Хорватия Croatia International Airplay (Top lista)             | 9              |
| Чехия (Rádio — Top 100)                                        | 5              |
| Эстония Estonia Airplay (TopHit)                               | 94             |
| Финляндия Finland Airplay (Suomen virallinen radiosoittolista) | 5              |
| Казахстан Kazakhstan Airplay (TopHit)                          | 33             |
| Латвия Latvia Airplay (TopHit)                                 | 8              |
| Литва Lithuania Airplay (TopHit)                               | 165            |
| Молдова Moldova Airplay (TopHit)                               | 172            |
| Норвегия (VG-lista)                                            | 38             |
| Польша (Polish Airplay Top 100)                                | 28             |
| Россия Russia Airplay (TopHit)                                 | 12             |
| Словакия (Rádio — Top 100)                                     | 6              |
| Республика Корея BGM (Circle)                                  | 59             |
| Швеция (Sverigetopplistan)                                     | 73             |
| Великобритания (OCC UK Singles Downloads)                      | 26             |
| Великобритания UK Singles Sales (OCC)                          | 28             |
| США (Billboard Hot Dance/Electronic Songs)                     | 13             |

| Чарт (2024)                       | Высшая позиция |
| --------------------------------- | -------------- |
| Беларусь Belarus Airplay (TopHit) | 44             |
| СНГ CIS Airplay (TopHit)          | 21             |
| Чехия (Rádio Top 100)             | 30             |
| Латвия Latvia Airplay (TopHit)    | 23             |
| Россия Russia Airplay (TopHit)    | 17             |
| Словакия (Rádio – Top 100)        | 12             |

| Чарт (2024)                                | Позиция |
| ------------------------------------------ | ------- |
| Беларусь Belarus Airplay (TopHit)          | 90      |
| СНГ CIS Airplay (TopHit)                   | 80      |
| Россия Russia Airplay (TopHit)             | 75      |
| США Hot Dance/Electronic Songs (Billboard) | 67      |

## История релиза
| Регион | Дата          | Формат(ы)                    | Лейбл(ы) | Примечания |
| ------ | ------------- | ---------------------------- | -------- | ---------- |
| Разные | 4 апреля 2024 | Цифровое скачивание стриминг | Atlantic | [ 5 ]      |
| Италия | 5 апреля 2024 | Радиоротация                 | Warner   | [ 37 ]     |